# Lakewood Club
Lakewood Club es una villa ubicada en el condado de Muskegon en el estado estadounidense de Míchigan. En el Censo de 2010 tenía una población de 1291 habitantes y una densidad poblacional de 241,15 personas por km².

## Geografía
Lakewood Club se encuentra ubicada en las coordenadas 43°22′34″N 86°15′18″O / 43.37611, -86.25500. Según la Oficina del Censo de los Estados Unidos, Lakewood Club tiene una superficie total de 5.35 km², de la cual 4.95 km² corresponden a tierra firme y (7.45%) 0.4 km² es agua.

## Demografía
Según el censo de 2010, había 1291 personas residiendo en Lakewood Club. La densidad de población era de 241,15 hab./km². De los 1291 habitantes, Lakewood Club estaba compuesto por el 93.49% blancos, el 1.86% eran afroamericanos, el 1.7% eran amerindios, el 0.23% eran asiáticos, el 0.08% eran isleños del Pacífico, el 0.62% eran de otras razas y el 2.01% pertenecían a dos o más razas. Del total de la población el 3.41% eran hispanos o latinos de cualquier raza.